# Screem Writers Guild
| Оценки критиков | Оценки критиков |
| Источник        | Оценка          |
| --------------- | --------------- |
| Blabbermouth    | 7.5/10          |

Screem Writers Guild — восемнадцатый студийный альбом финской хард-рок-группы Lordi. Он был выпущен 31 марта 2023 года, и является первым альбомом под лейблом Atomic Fire Records. Альбом был описан как не концептуальный, но повсюду содержащий тему «кинематографического фильма ужасов».
Это первый студийный альбом с участием гитариста Коне после ухода оригинального гитариста группы Амена.

## Список композиций
| №                   | Название                           | Текст песни           | Музыка              | Длительность |
| ------------------- | ---------------------------------- | --------------------- | ------------------- | ------------ |
| 1.                  | «Dead Again Jayne»                 | Mr Lordi, Трейси Липп | Mr Lordi, Mana      | 4:33         |
| 2.                  | «SCG XVIII: Nosferuiz Horror Show» |                       | Mr Lordi            | 1:04         |
| 3.                  | «Unliving Picture Show»            |                       | Mr Lordi            | 3:47         |
| 4.                  | «Inhumanoid»                       |                       | Mr Lordi, Kone      | 3:43         |
| 5.                  | «Thing in the Cage»                | Mr Lordi, Трейси Липп | Mr Lordi            | 5:13         |
| 6.                  | «Vampyro Fang Club»                |                       | Mr Lordi            | 4:15         |
| 7.                  | «The Bride»                        |                       | Mr Lordi            | 4:08         |
| 8.                  | «Lucyfer Prime Evil»               | Mr Lordi, Трейси Липп | Mr Lordi, Kone      | 4:48         |
| 9.                  | «Scarecrow»                        |                       | Mr Lordi, Kone      | 3:57         |
| 10.                 | «Lycantropical Island»             |                       |                     | 3:50         |
| 11.                 | «In the Castle of Dracoolove»      |                       | Mr Lordi            | 4:40         |
| 12.                 | «The SCG Awards»                   |                       | Mr Lordi            | 1:40         |
| 13.                 | «Heavengeance»                     | Mr Lordi, Трейси Липп | Mr Lordi            | 4:13         |
| 14.                 | «End Credits»                      |                       | Mr Lordi            | 5:15         |
| Общая длительность: | Общая длительность:                | Общая длительность:   | Общая длительность: | 55:06        |

## Участники записи
Lordi
- Mr Lordi — ведущий вокал
- Hella — клавишные, бэк-вокал
- Mana — ударные, бэк-вокал
- Hiisi — бас-гитара, бэк-вокал
- Kone — гитара, бэк-вокал

Производство
- Илкка Херкман — сведение
- Паули Саастамойнен — мастеринг

## Чарты
| Chart (2023)                                  | Peak position |
| --------------------------------------------- | ------------- |
| Финляндия (Suomen virallinen lista)           | 7             |
| Германия (Offizielle Top 100)                 | 28            |
| Швейцария (Schweizer Hitparade)               | 86            |
| Великобритания (UK Rock & Metal Albums Chart) | 29            |